# 2017 (szám)
A 2017 (kétezer-tizenhét) (római számmal: MMXVII) a 2016 és 2018 között található természetes szám.

## A matematikában
A tízes számrendszerbeli 2017-es a kettes számrendszerben 11111100001, a nyolcas számrendszerben 3741, a tizenhatos számrendszerben 7E1 alakban írható fel.
A 2017 páratlan szám, prímszám. Kanonikus alakja 20171, normálalakban a 2,017 · 103 szorzattal írható fel. Két osztója van a természetes számok halmazán, ezek növekvő sorrendben: 1 és 2017.
A 2011-gyel szexi prímpárost alkot.
Hetvenkilenc szám valódiosztó-összegeként áll elő, közülük a legkisebb a 7055.